# Godefroy Wendelin

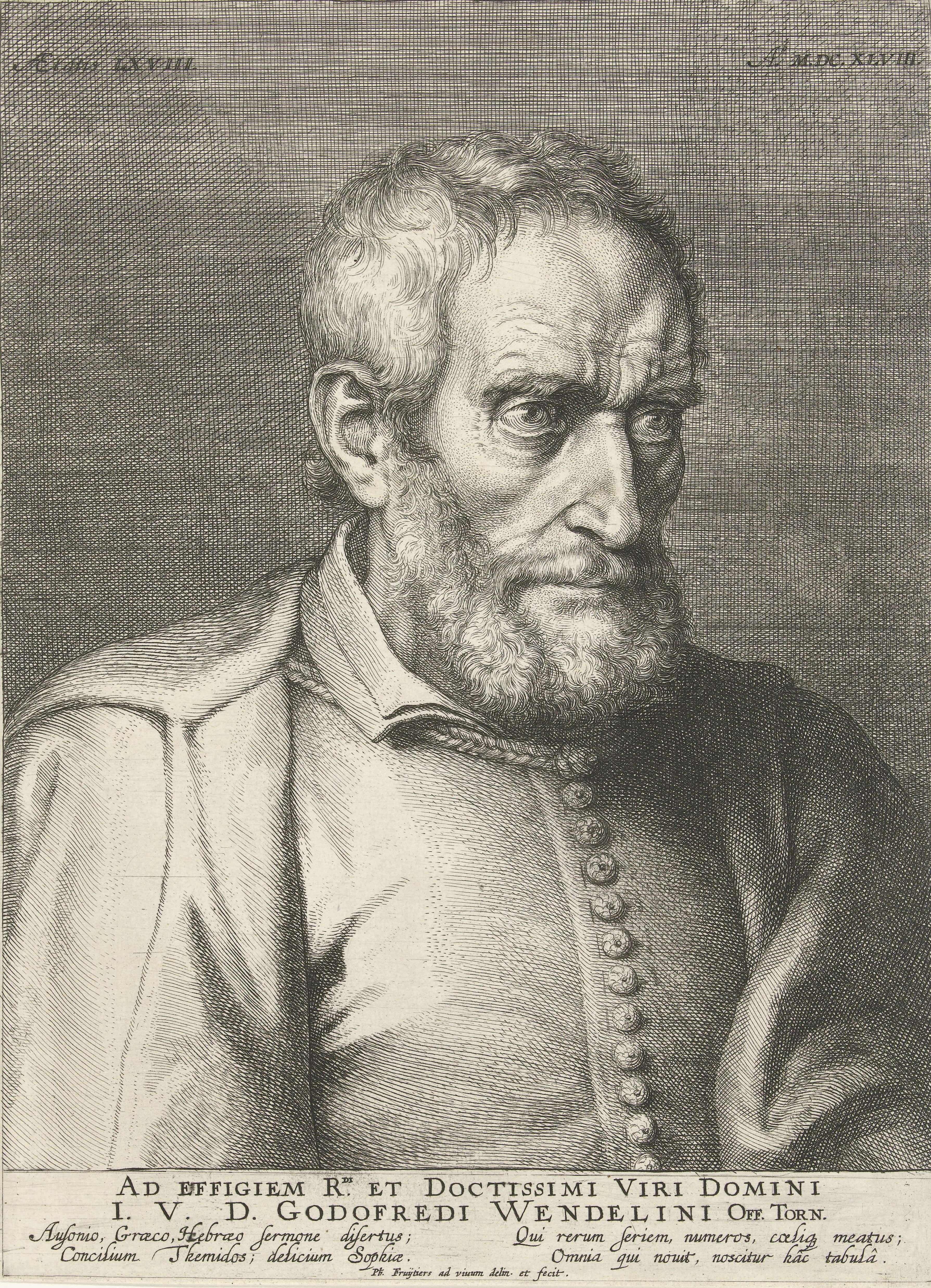
Porträt von Govaert Wendelen, Stich von Philip Fruytiers

Godefroy Wendelin, latinisiert Vendelinus, (* 6. Juni 1580 in Herk-de-Stad als Govaert Wendelen; † 24. Oktober 1667 in Gent) war ein Astronom.

## Leben und Werk
Er ging in seinem Heimatort zur Schule, ab 1595 aufs Jesuitenkolleg in Tournai und danach an die Hochschule in Löwen, wo Justus Lipsius (1547–1606) und Puteanus (1574–1646), sein späterer enger Freund, seine Lehrer waren. Danach ging er auf Reisen und war 1604 bis 1611 in der Provence, wo er als Hauslehrer für den Sohn von André d´Arnaud, Seigneur de Miravail und Generalleutnant am Hof des Seneschalls von Forcalquier, arbeitete. Er führte astronomische Beobachtungen in Châteauneuf-Miravail, vom Chateau des Graves aus und auf dem Montagne de Lure und der Erhebung von Contrat durch. Zum Beispiel beobachtete er 1605 eine Mondfinsternis.

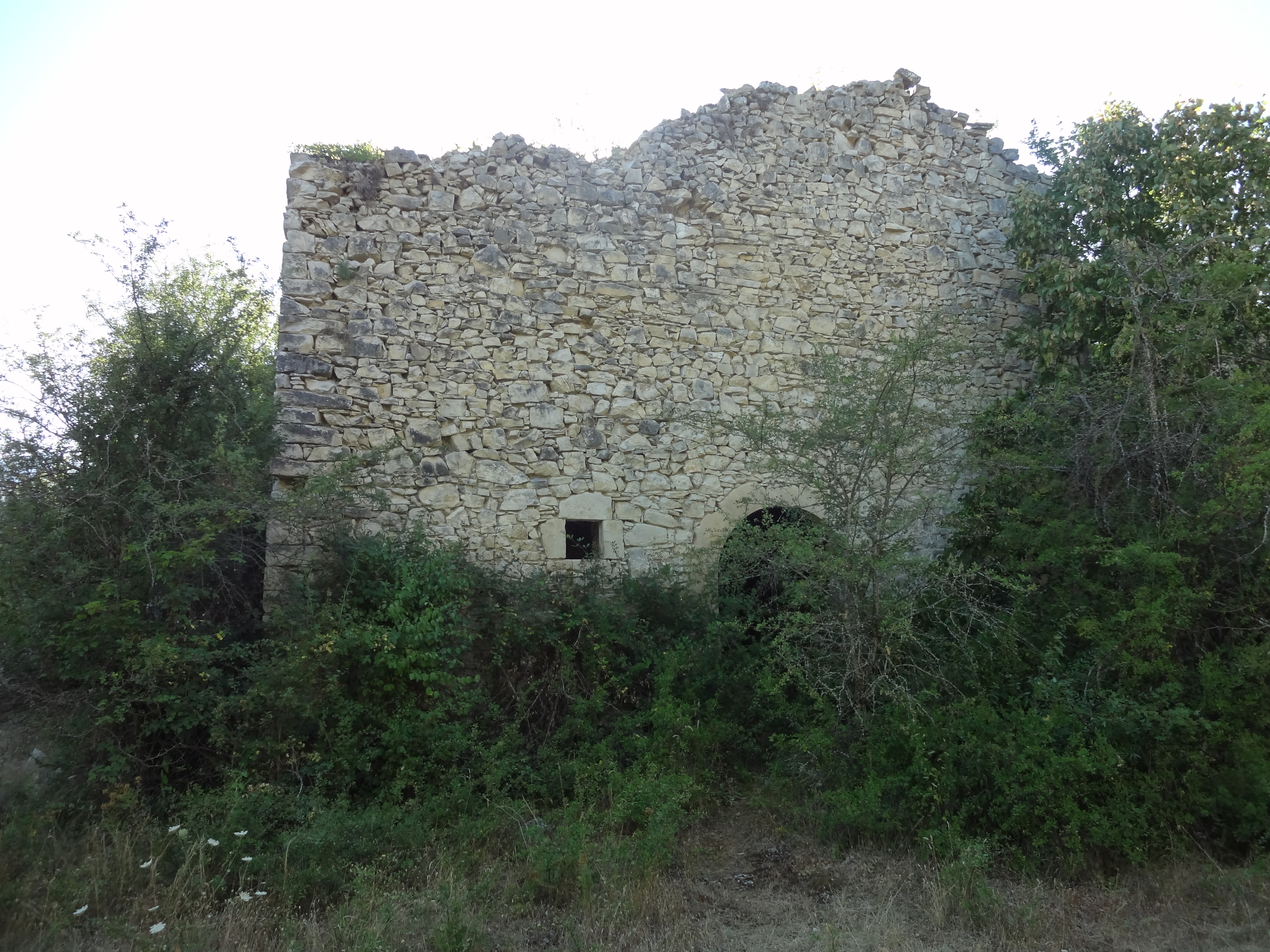
Chateau des Graves

1619 wurde er in Brüssel zum Priester geweiht und war als Priester 1620 bis 1632 in Geetbets und 1633 bis 1648 in Herk. 1648 bis zu seinem Ruhestand 1658 war er an der Kathedrale von Tournai.
Er verteidigte (trotz Verurteilung durch die Kirche) das Heliozentrische Weltbild in seiner Tetralogia Cometica von 1653 (wie schon in seinem Buch Eclipses lunares von 1644). Mit Johan Philip Lansberg war er damit einer der frühesten Vertreter der Kopernikanischen Lehre in den südlichen Niederlanden.
Um 1630 bestimmte er mit der Methode des Aristarch von Samos den relativen Abstand von Sonne und Mond zur Erde, wobei er auf ein Verhältnis von 243 kam. In Wahrheit beträgt dieses 384 und Aristarch fand in der Antike etwa 20.
Aus Beobachtungen der Jupitermonde bestätigte er 1648 für deren Umlauf das dritte Keplersche Gesetz. Bekannt gemacht wurde dies durch den italienischen Astronomen Giovanni Battista Riccioli 1651. Nach Pierre Costabel benutzte Wendelin dabei Beobachtungsdaten von Nicolas-Claude Fabri de Peiresc von 1610. Unabhängig fand Johannes Kepler 1622, dass sein drittes Gesetz auf die Jupitermonde anwendbar ist. Die Verifizierbarkeit war allerdings aufgrund Unsicherheiten bezüglich der großen Halbachsen der Umlaufbahnen beschränkt. Wendelin bestimmte die Breite von Marseille und unternahm Längenbestimmungen im Anschluss an Peiresc.
Er korrespondierte mit Michel Coignet, Marin Mersenne, Pierre Gassendi und Constantijn Huygens.
Der Mondkrater Vendelinus ist nach ihm benannt.

## Werke
- Loxias seu de obliquitate solis, Antwerpen 1626
- Aries seu Aurei Velleris encomium, 1632
- De tetracty Pythagorae dissertatio epistolica, ad Erycium Puteanum, 1637
- Arcanorum caelestium Lampas τετράλυχνος, Brüssel 1643
- Eclipses lunares ab anno 1573 ad 1643 observatae, Antwerpen 1644
- Leges salicae illustratae, Antwerpen 1649
- Teratologia cometica 1652
- De causis naturalibus, pluviae purpureae Bruxellensis, London 1655
- Arcanorum caelestium Sphinx et Oedipus seu Lampas δωδεκράλυχνος, Tournai 1658